# محمد بن خالد الفاضل
محمد بن خالد الفاضل الخالدي (ولد 1372 هـ/ 1953 م) من علماء العربية، باحث وكاتب سعودي.

## ولادته وتحصيله
محمد بن خالد بن سعد الفاضل، وُلد في غُرَّة رجب عام 1372 هـ في محافظة شقراء عاصمة إقليم الوشم شمال غرب مدينة الرياض وسط المملكة العربية السعودية.
بدأ تعليمه الأولي بتخرجه في ابتدائية عمر بن الخطاب بشقراء سنة 1384 هـ، ثم درس مرحلتي المتوسطة والثانوية في المعهد العلمي بشقراء سنة 1389 هـ، ثم حصل على الشهادة الجامعية من كلية اللغة العربية بالرياض سنة 1393 هـ، ثم تحصل على شهادة الماجستير من كلية اللغة العربية سنة 1402 هـ برسالة عنوانها أبو عبيدة ودراساته النحوية في كتابه مجاز القرآن، ثم الدكتوراه من كلية اللغة العربية أيضا سنة 1406 هـ، برسالة عنوانها ثمار الصناعة في علم العربية: للدينوري دراسة وتحقيق، وطبعته الجامعة عام 1411 هـ .

## مناصبه الوظيفية
يعمل أستاذًا مشاركًا في كلية اللغة العربية بجامعة الإمام محمد بن سعود الإسلامية بالرياض، وقد بدأ كمدرس في معهد الرياض العلمي من عام 1393 هـ إلى عام1394 هـ، ثم عمل معيد في قسم النحو والصرف وفقه اللغة بكلية اللغة العربية بالرياض من عام 1394 هـ إلى عام 1402 هـ، ثم محاضر في القسم نفسه من عام 1402 هـ إلى عام 1406 هـ، ثم أستاذ مساعد من عام 1406 هـ إلى عام 1419 هـ، ثم أستاذ مشارك من عام 1419 هـ، عمل الفاضل بين عامي 1409 هـ إلى 1411 هـ مديرا لمعهد العلوم الإسلامية والعربية في أمريكا، وقد أعير للتدريس في جامعة الأمير سلطان الأهلية منذ عام 1421 هـ .

## مؤلفاته ودروسه
- أبو عبيدة ودراساته النحوية في كتابه مجاز القرآن (رسالته للماجستير، بإشراف العلامة محمد بن عبد الرحمن المفدى).
- ثمار الصناعة في علم العربية للدينوري دراسة وتحقيق (رسالته للدكتوراه، مطبوع في جامعة الإمام عام 1411هـ).

- الصعقة الغضبية في الردِّ على منكري العربية، للطوفي دراسة وتحقيق. (مطبوع بمكتبة العبيكان عام 1417هـ).
- ما خرج عن القاعدة من الأسماء المعربة بالحروف. (منشور في مجلة الدرعية بالرياض).

وشرح 3 كتب نحوية هي:
- أوضح المسالك لابن هشام (30 شريطا - تسجيلات طيبة)
- الآجرومية لابن آجروم (11 شريطا - تسجيلات طيبة)
- النحو الوظيفي لعبد العليم إبراهيم (100 حلقة - إذاعة القرآن الكريم بالسعودية عام 1429هـ)